# Керас, Миндаугас
Миндаугас Керас (лит. Mindaugas Kieras; род. 7 июня 1980, Электренай, Тракайский район) — литовский хоккеист и тренер. В 2015-2017 годах являлся помощником главного тренера молодёжной сборной Литвы, а на молодёжном чемпионате мира 2018 года главным тренером молодёжной сборной Литвы. С сентября 2018 года главный тренер вильнюсского клуба «Хоккей Панкс».

## Карьера

### Клубная
Воспитанник хоккейной школы электренайской «Энергии». Начинал карьеру в этом клубе в 1997 году, пойдя на повышение в 2002 году благодаря переходу в белорусский «Неман» из Гродно (с белорусской командой он завоевал бронзовые награды чемпионата Беларуси и принял участие в турнире памяти А.И.Дубко). Вернулся вскоре ненадолго в родной Электренай, а после этого уехал в Великобританию, выступая за различные клубы. В Великобритании он создал себе репутацию неплохого защитника, к тому же в сезоне 2005/2006 завоевал титул чемпиона Великобритании в составе «Милтон-Кинс Лайтнинг».
В 2007-2008 годах Кьерас выступал за латышский «Латгале» в открытом чемпионате Латвии по хоккею с шайбой, набрав 24 очка (4+20) и заработав целых 124 штрафные минуты, тем самым став одним из самых грубых игроков чемпионата. В 2009 году он снова вернулся в Литву, но из-за очередного неудачного выступления «Электреная» в чемпионате Латвии в 2010 году подписал контракт с британским клубом «Бэйсингстоук Байзон».
После чемпионата мира 2011 года в I дивизионе, матчи которого прошли в Будапеште и Киеве, Миндаугасом заинтересовались некоторые хоккейные клубы Украины, однако из-за отсутствия достаточного количества скаутов никто из клубов не предложил литовцу контракт, и вскоре Кьерас покинул клуб, уйдя в «Слау Джетс».

### В сборной
В составе литовской сборной Миндаугас с 1999 по 2018 год беспрерывно участвовал в чемпионатах мира и квалификациях к Зимним Олимпийским играм. 28 апреля 2018 года в матче первого дивизиона чемпионата мира 2018 года со сборной Эстонии сыграл 100-й матч за сборную.

## Награды
- Победитель первого дивизиона чемпионата мира 2018 года (сборная Литвы)
- Лучший тренер чемпионата Литвы 2020-21

## Стиль игры
По словам наставника клуба «Слаф Джетс» Питера Расселла, Керас является физически очень мощным игроком: левша Миндаугас обладает сильным и опасным броском, часто вступает в единоборства на флангах и способен играть на высоком уровне по крайней мере в течение 40 минут игрового времени. По словам всё того же Расселла, Миндаугас выкладывается полностью как на тренировке, так и на играх, а в некоторых ситуациях способен вести команду вперёд